# بارك سي هيون
بارك سي هيون (بالكورية: 박세현;)‏ هي ممثلة كورية جنوبية، ولدت يوم 7 سبتمبر 1998 في سول في كوريا الجنوبية.

## روابط خارجية
- بارك سي هيون على موقع IMDb (الإنجليزية)
- بارك سي هيون على موقع قاعدة بيانات الفيلم (الإنجليزية)
- بارك سي هيون على موقع كينوبويسك (الروسية)